# Gadomus aoteanus
Gadomus aoteanus es una especie de pez de la familia Macrouridae en el orden de los Gadiformes.

## Hábitat
Es un pez bentopelágico y marino de aguas  templadas que vive hasta 1.171 m de profundidad.

## Distribución geográfica
Se encuentra en Nueva Zelanda y Australia.